# 反省 (曲)
「反省」（はんせい）は、日本のロックバンドである安全地帯の楽曲。
2002年12月4日にSony Music Recordsから25枚目のシングルとして、22枚目のシングル「あの頃へ」（1992年）の新録音バージョンとの両A面としてリリースされた。前作「出逢い」（2002年）よりおよそ5か月ぶりのリリースとなり、作詞は松井五郎、作曲は玉置浩二、編曲は安全地帯および星勝が担当している。
本作は9枚目のアルバム『安全地帯IX』（2002年）からのリカットシングルであり、アコースティック・ギターがメインとなった演奏に自然を想起させる歌詞で構成された楽曲である。本作はハウス食品「北海道シチュー」のコマーシャルソングとして使用され、両A面となった「あの頃へ 2003 New Version」は、テレビ東京系新春ワイド時代劇『忠臣蔵〜決断の時』（2003年）の主題歌として使用された。本作を収録したシングル盤はオリコンシングルチャートにおいて最高位第57位となった。

## 音楽性と歌詞
音楽情報サイト『CDジャーナル』では寒い季節に合った「心温まる歌とメロディが印象的」であると表記してたほか、軽快な演奏によるアルペジオが雄大な自然を美しく表現していると表記、さらに「暖かく見守られていたあの頃を思い出し、郷愁の思いへ駆られる心の動きがメロディとなって、穏やかに流れていく」と表記している。
ベスト・アルバム『ALL TIME BEST』（2017年）の楽曲解説では、9枚目のアルバム『安全地帯IX』（2002年）の収録曲が落ち着いたミディアムナンバーで構成されており、派手さはないが玉置のボーカルについて「優しさや哀しみ、哀愁などをより感じさせてくれ、深みを増している」と評価し、本作も同様であると表記している。また、本作はアコースティック・ギターの音色から開始され、「森、鳥、緑の空き地、母さんの声、空の青さ、故郷を思い出せるようなキーワードが散りばめられ、優しい風を吹かせてくれているよう」とした上で、「明日はもっと素晴らしい一日かもしれない」との思いを想起させる楽曲であると総括している。

## リリース、メディアでの使用、チャート成績
本作は2002年12月4日にSony Music Recordsからマキシシングルとしてリリースされ、ハウス食品「北海道シチュー」のコマーシャルソングとして使用された。両A面となった「あの頃へ 2003 New Version」はテレビ東京系新春ワイド時代劇『忠臣蔵〜決断の時』（2003年）の主題歌として使用された。本作はオリコンシングルチャートにて最高位第57位の登場週数8回となり、売り上げ枚数は1.1万枚となった。

## シングル収録曲
| #         | タイトル                                            | 作詞      | 作曲      | 編曲                                       | 時間  |
| --------- | --------------------------------------------------- | --------- | --------- | ------------------------------------------ | ----- |
| 1.        | 「反省 Single Version」                             | 松井五郎  | 玉置浩二  | 安全地帯、星勝／ストリングスアレンジ: 星勝 | 4:05  |
| 2.        | 「あの頃へ 2003 New Version」                       | 松井五郎  | 玉置浩二  | 安全地帯、星勝／ストリングスアレンジ: 星勝 | 5:18  |
| 3.        | 「反省 Single Version」(オリジナル・カラオケ)       |           | 玉置浩二  | 安全地帯、星勝／ストリングスアレンジ: 星勝 | 4:05  |
| 4.        | 「あの頃へ 2003 New Version」(オリジナル・カラオケ) |           | 玉置浩二  | 安全地帯、星勝／ストリングスアレンジ: 星勝 | 5:18  |
| 合計時間: | 合計時間:                                           | 合計時間: | 合計時間: | 合計時間:                                  | 18:46 |

## チャート
| チャート         | 最高順位 | 登場週数 | 売上数  |
| ---------------- | -------- | -------- | ------- |
| 日本（オリコン） | 57位     | 8回      | 1.1万枚 |

## リリース日一覧
| No. | リリース日    | レーベル                       | 規格           | カタログ番号 | 備考                   | 出典        |
| --- | ------------- | ------------------------------ | -------------- | ------------ | ---------------------- | ----------- |
| 1   | 2002年12月4日 | Sony Music Records             | マキシシングル | SRCL-5480    |                        | [ 1 ] [ 5 ] |
| 2   | 2017年1月25日 | ソニー・ミュージックダイレクト | AAC-LC         | -            | デジタル・ダウンロード | [ 7 ]       |
| 3   | 2017年1月25日 | ソニー・ミュージックダイレクト | ロスレスFLAC   | -            | デジタル・ダウンロード | [ 8 ]       |

## 収録アルバム
「反省」
- 『安全地帯IX』（2002年） - アルバム・バージョンで収録。
- 『GOLDEN☆BEST 玉置浩二 1993-2007』（2011年） - シングル・バージョンで収録。
- 『ALL TIME BEST』（2017年） - シングル・バージョンで収録。

「あの頃へ 2003 New Version」
- 『GOLDEN☆BEST 玉置浩二 1993-2007』（2011年）